# Roodrok

Brits soldaat, 1742

Roodrok (Engels: Redcoat) was eeuwenlang een spottende benaming voor een Brits soldaat, omdat de meeste regimenten een rode uniformjas droegen. De rode tenues werden van het begin van de 18e eeuw tot in de tweede helft van de 19e eeuw massaal gedragen.
Naar verluidt waarschuwde Paul Revere voor het eerste treffen van de Amerikaanse Onafhankelijkheidsoorlog de opstandelingen met het bericht "the Redcoats are coming" ("de roodrokken komen eraan").
Aangenomen wordt dat de rode kleur werd gekozen, omdat in die tijd rode kleurstof het goedkoopst was. Deze verklaring ontzenuwt de algemene mythe dat de jassen rood waren om bloedvlekken minder zichtbaar te maken.
De laatste keer dat het Britse leger soldaten gekleed in rode jassen inzette was tijdens de slag van Gennis in 1885. Daarna werd het rood te opvallend voor gebruik in de moderne oorlog, voortaan werd kaki de kleur van de Britse soldaten. Maar nog tot de Eerste Wereldoorlog zouden de soldaten rode jassen verstrekt krijgen als representatie-uniform.
Heden ten dage is de rode jas nog steeds als gala-uniform in gebruik bij de zogenoemde Life Guards, die Britse koninklijke paleizen en de koninklijke familie bewaken.